# Qasr el Yahud
Qasr el Yahud (em árabe: ﻗﺼﺮ ﺍﻟﻴﻬﻮﺩ; em hebraico: קאסר אל יהוד que significa: "Castelo dos judeus") é um local onde acontecem cerimônias de batismo, situado na região do Rio Jordão, na Cisjordânia, que é reivindicado pelo Estado da Palestina e encontra-se sob a ocupação israelense. O local e suas instalações são administradas pela Administração Civil Israelita e pelo Ministério do Turismo Israelita como parte de um parque nacional de Israel.
Segundo a tradição, no lado ocidental deste local foi onde aconteceu o batismo de Jesus por João Batista (descrito em Mateus 3:13–17), local este denominado em árabe como Al-Maghtas, um nome historicamente usado para o local de peregrinação dos dois lados do rio. Também é tradicionalmente considerado o lugar onde os israelitas atravessaram o rio Jordão, e onde Elias, o Profeta, ascendeu ao céu.

## Etimologia
O lado da Jordânia é denominado como Al-Maghtas, Betânia, além de o chamarem de Rio Jordão, e local de batismos (al); enquanto que a parte ocidental é conhecida como Qasr el-Yahud. Nas proximidades do sítio existe um mosteiro ortodoxo grego honrado a João Batista, e por suas semelhanças com um castelo, foi chamado como tal (Qasr, que quer dizer "castelo"), além de existir a tradição de que os israelitas atravessaram o rio por aquele local (assim chamado, el-Yahud, que quer dizer "dos judeus").

## História

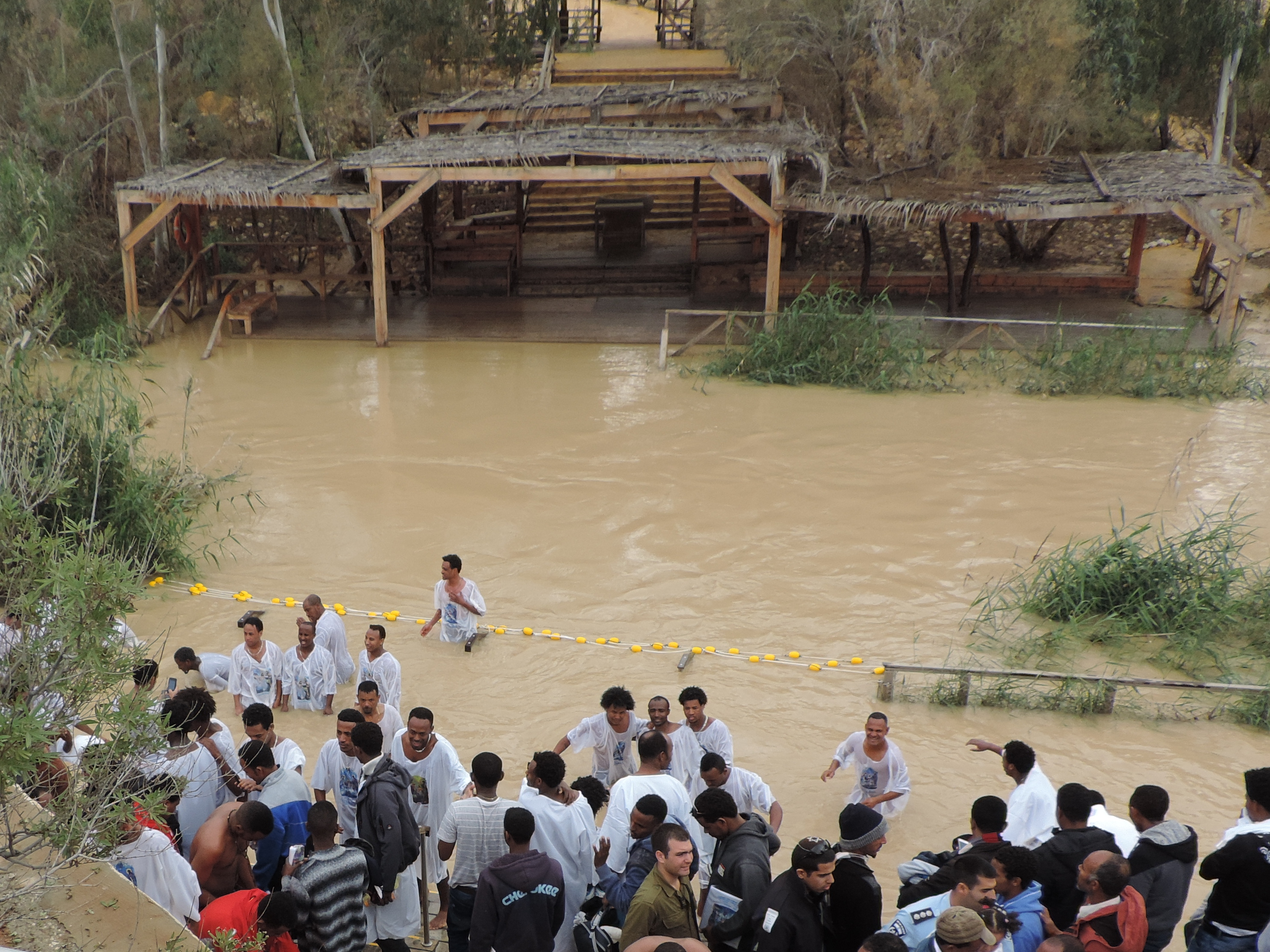
Cerimônia de batismo em Qasr el Yahud.

Qasr el-Yahud se encontra próximo a antiga estrada do rio Ford que liga Jerusalém, via Jericó, a vários locais bíblicos da Transjordânia, como a Madaba, o Monte Nebo e os Caminhos dos Reis. Está localizado na Cisjordânia, um pouco a sudeste de Jericó e faz parte da governação de Jericó da Palestina. O local foi fechado durante a Guerra dos Seis Dias de 1967. O projeto de restauração foi aprovado antes das celebrações do milênio de 2000, mas foi adiado devido à Segunda Intifada e inundações na região em 2003.  O sítio moderno reabriu no ano de 2011.  Qasr el Yahud é administrado pela Administração Civil Israelita e pelo Ministério do Turismo Israelense. Em 2019, a ONG Halo Trust limpou as minas da área próxima ao local.